# WTA Tour 2012
WTA Tour 2012 består af en række tennisturneringer for kvinder. 

## Program
Dette er den komplette kalender for 2012.

### Key
| Grand Slam turneringer |
| Sommer-OL              |
| Year-end championships |
| WTA Premier Mandatory  |
| WTA Premier 5          |
| WTA Premier            |
| WTA International      |
| Team events            |

### Januar
| Start dato            | Turnering | Mester                                                                                | nr. 2                             | Semifinalister                       | Kvartfinalister                                                       |
| --------------------- | --- | ------------------------------------------------------------------------------------- | --------------------------------- | ------------------------------------ | --------------------------------------------------------------------- |
| 2. januar             | Hyundai Hopman Cup Perth, Australien ITF Mixed Teams Championships A$1,000,000 – Hard (i) – 8 hold (RR)                                                      | Skabelon:Hopman 2–0                                                                   | Skabelon:Hopman                   | Round Robin (Group A)Skabelon:Hopman | Round Robin (Group B)Skabelon:Hopman                                  |
| 2. januar             | Brisbane International Brisbane, Australien WTA Premier $655,000 – Hard – 32S/32Q/16D single – double                                                        | Kaia Kanepi 6–2, 6–1                                                                  | Daniela Hantuchová                | Kim Clijsters Francesca Schiavone    | Iveta Benešová Serena Williams Jelena Janković Andrea Petkovic        |
| 2. januar             | Brisbane International Brisbane, Australien WTA Premier $655,000 – Hard – 32S/32Q/16D single – double                                                        | Nuria Llagostera Vives Arantxa Parra Santonja 7–6(7–2), 7–6(7–2)                      | Raquel Kops-Jones Abigail Spears  | Kim Clijsters Francesca Schiavone    | Iveta Benešová Serena Williams Jelena Janković Andrea Petkovic        |
| 2. januar             | ASB Classic Auckland, New Zealand WTA International $220,000 – Hard – 32S/32Q/16D single – double                                                            | Zheng Jie 2–6, 6–3, 2–0 retired[a]                                                    | Flavia Pennetta                   | Angelique Kerber Svetlana Kuznetsova | Sabine Lisicki Elena Vesnina Sara Errani Lucie Hradecká               |
| 2. januar             | ASB Classic Auckland, New Zealand WTA International $220,000 – Hard – 32S/32Q/16D single – double                                                            | Andrea Hlaváčková Lucie Hradecká 6–7(2–7), 6–2, [10–7]                                | Julia Görges Flavia Pennetta      | Angelique Kerber Svetlana Kuznetsova | Sabine Lisicki Elena Vesnina Sara Errani Lucie Hradecká               |
| 9. januar             | Apia International Sydney Sydney, Australien WTA Premier $637,000 – Hard – 30S/48Q/16D single – double                                                       | Victoria Azarenka 6–2, 1–6, 6–3                                                       | Li Na                             | Agnieszka Radwańska Petra Kvitová    | Caroline Wozniacki Marion Bartoli Lucie Šafářová Daniela Hantuchová   |
| 9. januar             | Apia International Sydney Sydney, Australien WTA Premier $637,000 – Hard – 30S/48Q/16D single – double                                                       | Květa Peschke Katarina Srebotnik 6–1, 4–6, [13–11]                                    | Liezel Huber Lisa Raymond         | Agnieszka Radwańska Petra Kvitová    | Caroline Wozniacki Marion Bartoli Lucie Šafářová Daniela Hantuchová   |
| 9. januar             | Moorilla Hobart International Hobart, Australia WTA International $220,000 – Hard – 32S/32Q/16D Single – double                                              | Mona Barthel 6–1, 6–2                                                                 | Yanina Wickmayer                  | Shahar Pe'er Angelique Kerber        | Simona Halep Anna Chakvetadze Sorana Cîrstea Jarmila Gajdošová        |
| 9. januar             | Moorilla Hobart International Hobart, Australia WTA International $220,000 – Hard – 32S/32Q/16D Single – double                                              | Irina-Camelia Begu Monica Niculescu 6–7(4–7), 7–6(7–4), [10–5]                        | Chuang Chia-jung Marina Erakovic  | Shahar Pe'er Angelique Kerber        | Simona Halep Anna Chakvetadze Sorana Cîrstea Jarmila Gajdošová        |
| 16. januar 23. januar | Australian Open Melbourne, Australien Grand Slam A$ – Hard 128S/96Q/64D/32X single – Double – Mixed                                                          | Victoria Azarenka 6–3, 6–0                                                            | Maria Sharapova                   | Kim Clijsters Petra Kvitová          | Caroline Wozniacki Agnieszka Radwańska Ekaterina Makarova Sara Errani |
| 16. januar 23. januar | Australian Open Melbourne, Australien Grand Slam A$ – Hard 128S/96Q/64D/32X single – Double – Mixed                                                          | Svetlana Kuznetsova Vera Zvonareva 5–7, 6–4, 6–3                                      | Sara Errani Roberta Vinci         | Kim Clijsters Petra Kvitová          | Caroline Wozniacki Agnieszka Radwańska Ekaterina Makarova Sara Errani |
| 16. januar 23. januar | Australian Open Melbourne, Australien Grand Slam A$ – Hard 128S/96Q/64D/32X single – Double – Mixed                                                          | Bethanie Mattek-Sands Horia Tecău 6–3, 5–7, [10–3]                                    | Elena Vesnina Leander Paes        | Kim Clijsters Petra Kvitová          | Caroline Wozniacki Agnieszka Radwańska Ekaterina Makarova Sara Errani |
| 30. januar            | Fed Cup by BNP Paribas kvartfinaler Moskva, Rusland – Hard (i) Charleroi, Belgien – Hard (i) Biella, Italien – Clay (Red) (i) Stuttgart, Tyskland – Hard (i) | Kvartfinale vinderSkabelon:Fed 3–2 Skabelon:Fed 3–2 Skabelon:Fed 3–2 Skabelon:Fed 4–1 | Quarterfinals losers Skabelon:Fed |                                      |                                                                       |

### Marts
| Start dato          | Turnering | Mester                                              | nr. 2                     | Semifinalister                    | Kvartfinalister                                          |
| ------------------- | --- | --------------------------------------------------- | ------------------------- | --------------------------------- | -------------------------------------------------------- |
| 5. marts 12. marts  | BNP Paribas Open Indian Wells, United States WTA Premier Mandatory $5,536,664 – Hard – 96S/48Q/32D single – double | Victoria Azarenka 6–2, 6–3                          | Maria Sharapova           | Angelique Kerber Ana Ivanovic     | Agnieszka Radwańska Li Na Marion Bartoli Maria Kirilenko |
| 5. marts 12. marts  | BNP Paribas Open Indian Wells, United States WTA Premier Mandatory $5,536,664 – Hard – 96S/48Q/32D single – double | Liezel Huber Lisa Raymond 6–2, 6–3                  | Sania Mirza Elena Vesnina | Angelique Kerber Ana Ivanovic     | Agnieszka Radwańska Li Na Marion Bartoli Maria Kirilenko |
| 21. marts 28. marts | Sony Ericsson Open Miami, United States WTA Premier Mandatory $4,828,050 – Hard – 96S/48Q/32D single – double      | Agnieszka Radwańska 7–5, 6–4                        | Maria Sharapova           | Marion Bartoli Caroline Wozniacki | Victoria Azarenka Venus Williams Serena Williams Li Na   |
| 21. marts 28. marts | Sony Ericsson Open Miami, United States WTA Premier Mandatory $4,828,050 – Hard – 96S/48Q/32D single – double      | Maria Kirilenko Nadia Petrova 7–6(7–0), 4–6, [10–4] | Sara Errani Roberta Vinci | Marion Bartoli Caroline Wozniacki | Victoria Azarenka Venus Williams Serena Williams Li Na   |

### April
| Start dato | Turnering | Mester                                                   | nr. 2                                      | Semifinalister                      | Kvartfinalister                                                                    |
| ---------- | --- | -------------------------------------------------------- | ------------------------------------------ | ----------------------------------- | ---------------------------------------------------------------------------------- |
| 2. april   | Family Circle Cup Charleston, United States WTA Premier $740,000 – Clay (Green) – 56S/48Q/16D single – double               | Serena Williams 6–0, 6–1                                 | Lucie Šafářová                             | Polona Hercog Samantha Stosur       | Nadia Petrova Vera Zvonareva Sabine Lisicki Venus Williams                         |
| 2. april   | Family Circle Cup Charleston, United States WTA Premier $740,000 – Clay (Green) – 56S/48Q/16D single – double               | Anastasia Pavlyuchenkova Lucie Šafářová 5–7, 6–4, [10–6] | Anabel Medina Garrigues Yaroslava Shvedova | Polona Hercog Samantha Stosur       | Nadia Petrova Vera Zvonareva Sabine Lisicki Venus Williams                         |
| 9. april   | Barcelona Ladies Open Barcelona, Spanien WTA International $220,000 – Clay (Red) – 32S/16Q/16D single – double              | Sara Errani 6–2, 6–2                                     | Dominika Cibulková                         | Sorana Cîrstea Carla Suárez Navarro | Olga Govortsova Yuliya Beygelzimer Simona Halep Julia Görges                       |
| 9. april   | Barcelona Ladies Open Barcelona, Spanien WTA International $220,000 – Clay (Red) – 32S/16Q/16D single – double              | Sara Errani Roberta Vinci 6–0, 6–2                       | Flavia Pennetta Francesca Schiavone        | Sorana Cîrstea Carla Suárez Navarro | Olga Govortsova Yuliya Beygelzimer Simona Halep Julia Görges                       |
| 9. april   | e-Boks Open Copenhagen, Danmark WTA International $220,000 – Hard (i) – 32S/32Q/16D Singles Draw – Doubles Draw             | Angelique Kerber 6–4, 6–4                                | Caroline Wozniacki                         | Petra Martić Jelena Janković        | Alizé Cornet Bojana Jovanovski Kaia Kanepi Mona Barthel                            |
| 9. april   | e-Boks Open Copenhagen, Danmark WTA International $220,000 – Hard (i) – 32S/32Q/16D Singles Draw – Doubles Draw             | Kimiko Date-Krumm Rika Fujiwara 6–2, 4–6, [10–5]         | Sofia Arvidsson Kaia Kanepi                | Petra Martić Jelena Janković        | Alizé Cornet Bojana Jovanovski Kaia Kanepi Mona Barthel                            |
| April 16   | Fed Cup by BNP Paribas Semifinaler Moskav, Rusland – Clay (i) Ostrava, tjekkiet – Hard (i)                                  | Semifinale vindere Skabelon:Fed 3–2 Skabelon:Fed 4–1     | Semifinals losers Skabelon:Fed             |                                     |                                                                                    |
| 23. april  | Porsche Tennis Grand Prix Stuttgart, Tyskland WTA Premier $740,000 – Clay (Red) (i) – 28S/32Q/16D single – double           | Maria Sharapova 6–1, 6–4                                 | Victoria Azarenka                          | Agnieszka Radwańska Petra Kvitová   | Mona Barthel Li Na Angelique Kerber Samantha Stosur                                |
| 23. april  | Porsche Tennis Grand Prix Stuttgart, Tyskland WTA Premier $740,000 – Clay (Red) (i) – 28S/32Q/16D single – double           | Iveta Benešová Barbora Záhlavová-Strýcová 6–4, 7–5       | Julia Görges Anna-Lena Grönefeld           | Agnieszka Radwańska Petra Kvitová   | Mona Barthel Li Na Angelique Kerber Samantha Stosur                                |
| 23. april  | Grand Prix SAR La Princesse Lalla Meryem Fez, Marokko WTA International $220,000 – Clay (Red) – 32S/32Q/16D single – double | Kiki Bertens 7–5, 6–0                                    | Laura Pous Tió                             | Simona Halep Mathilde Johansson     | Anabel Medina Garrigues Garbiñe Muguruza Blanco Petra Cetkovská Irina-Camelia Begu |
| 23. april  | Grand Prix SAR La Princesse Lalla Meryem Fez, Marokko WTA International $220,000 – Clay (Red) – 32S/32Q/16D single – double | Petra Cetkovská Alexandra Panova 3–6, 7–6(7–5), [11–9]   | Irina-Camelia Begu Alexandra Cadanțu       | Simona Halep Mathilde Johansson     | Anabel Medina Garrigues Garbiñe Muguruza Blanco Petra Cetkovská Irina-Camelia Begu |
| 30. april  | Budapest Grand Prix Budapest, Hungary WTA International $220,000 – Clay (Red) – 32S/32Q/16D single – double                 | Sara Errani 7–5, 6–4                                     | Elena Vesnina                              | Anna Tatishvili Marina Erakovic     | Alberta Brianti Aleksandra Wozniak Barbora Záhlavová-Strýcová Petra Martić         |
| 30. april  | Budapest Grand Prix Budapest, Hungary WTA International $220,000 – Clay (Red) – 32S/32Q/16D single – double                 | Janette Husárová Magdaléna Rybáriková 6–4, 6–2           | Eva Birnerová Michaëlla Krajicek           | Anna Tatishvili Marina Erakovic     | Alberta Brianti Aleksandra Wozniak Barbora Záhlavová-Strýcová Petra Martić         |
| 30. april  | Estoril Open Estoril, Portugal WTA International $220,000 – Clay (Red) – 32S/32Q/16D single – double                        | Kaia Kanepi 3–6, 7–6(8–6), 6–4                           | Carla Suárez Navarro                       | Roberta Vinci Karin Knapp           | Nadia Petrova Petra Cetkovská Silvia Soler Espinosa Galina Voskobojeva             |
| 30. april  | Estoril Open Estoril, Portugal WTA International $220,000 – Clay (Red) – 32S/32Q/16D single – double                        | Chuang Chia-jung Zhang Shuai 4–6, 6–1, [11–9]            | Yaroslava Shvedova Galina Voskobojeva      | Roberta Vinci Karin Knapp           | Nadia Petrova Petra Cetkovská Silvia Soler Espinosa Galina Voskobojeva             |

### September
| Start dato   | Turnering | Mester                                                       | nr. 2                              | Semifinalister                       | Kvartfinalister                                                         |
| ------------ | --- | ------------------------------------------------------------ | ---------------------------------- | ------------------------------------ | ----------------------------------------------------------------------- |
| September 10 | Tashkent Open Tashkent, Uzbekistan WTA International $220,000 – Hard – 32S/32Q/16D single – Doubles Draw              | Irina-Camelia Begu 6–4, 6–4                                  | Donna Vekić                        | Eva Birnerová Urszula Radwańska      | Alexandra Cadanțu Bojana Jovanovski Galina Voskobojeva Alexandra Panova |
| September 10 | Tashkent Open Tashkent, Uzbekistan WTA International $220,000 – Hard – 32S/32Q/16D single – Doubles Draw              | Paula Kania Polina Pekhova 6–2, ret.                         | Anna Chakvetadze Vesna Dolonc      | Eva Birnerová Urszula Radwańska      | Alexandra Cadanțu Bojana Jovanovski Galina Voskobojeva Alexandra Panova |
| September 10 | Bell Challenge Quebec City, Canada WTA International $220,000 – Hard (i) – 32S/32Q/16D single – Doubles Draw          | Kirsten Flipkens 6–1, 7–5                                    | Lucie Hradecká                     | Mona Barthel Kristina Mladenovic     | Anna Tatishvili Barbora Záhlavová-Strýcová Melanie Oudin Lauren Davis   |
| September 10 | Bell Challenge Quebec City, Canada WTA International $220,000 – Hard (i) – 32S/32Q/16D single – Doubles Draw          | Tatjana Malek Kristina Mladenovic 7–6(7–5), 6–7(6–8), [10-7] | Alicja Rosolska Heather Watson     | Mona Barthel Kristina Mladenovic     | Anna Tatishvili Barbora Záhlavová-Strýcová Melanie Oudin Lauren Davis   |
| September 17 | KDB Korea Open Seoul, South Korea WTA International $500,000 – Hard – 32S/32Q/16D Singles Draw – Doubles Draw         | Caroline Wozniacki 6–1, 6–0                                  | Kaia Kanepi                        | Ekaterina Makarova Varvara Lepchenko | Klára Zakopalová María José Martínez Sánchez Kiki Bertens Tamira Paszek |
| September 17 | KDB Korea Open Seoul, South Korea WTA International $500,000 – Hard – 32S/32Q/16D Singles Draw – Doubles Draw         | Raquel Kops-Jones Abigail Spears 2–6, 6–2, [10–8]            | Akgul Amanmuradova Vania King      | Ekaterina Makarova Varvara Lepchenko | Klára Zakopalová María José Martínez Sánchez Kiki Bertens Tamira Paszek |
| September 17 | Guangzhou International Women's Open Guangzhou, China WTA International $220,000 – Hard – 32S/32Q/16D single – double | Hsieh Su-wei 6–3, 5–7, 6–4                                   | Laura Robson                       | Urszula Radwańska Sorana Cîrstea     | Mathilde Johansson Chanelle Scheepers Alizé Cornet Peng Shuai           |
| September 17 | Guangzhou International Women's Open Guangzhou, China WTA International $220,000 – Hard – 32S/32Q/16D single – double | Tamarine Tanasugarn Zhang Shuai 2–6, 6–2, [10–8]             | Jarmila Gajdošová Monica Niculescu | Urszula Radwańska Sorana Cîrstea     | Mathilde Johansson Chanelle Scheepers Alizé Cornet Peng Shuai           |
| September 24 | Toray Pan Pacific Open Tokyo, Japan WTA Premier 5 $2,168,400 – Hard – 56S/32Q/16D single – Doubles Draw               | Nadia Petrova 6–0, 1–6, 6–3                                  | Agnieszka Radwańska                | Angelique Kerber Samantha Stosur     | Victoria Azarenka Caroline Wozniacki Sara Errani Maria Sharapova        |
| September 24 | Toray Pan Pacific Open Tokyo, Japan WTA Premier 5 $2,168,400 – Hard – 56S/32Q/16D single – Doubles Draw               | Raquel Kops-Jones Abigail Spears 6–1, 6–4                    | Anna-Lena Grönefeld Květa Peschke  | Angelique Kerber Samantha Stosur     | Victoria Azarenka Caroline Wozniacki Sara Errani Maria Sharapova        |